# أليسار عيلابوني
أليسار أيلابوني أو أليسار عيلبوني (بالألمانية: Alisar Ailabouni) هي عارضة أزياء نمساوية من أصل سوري فلسطيني ولدت في يوم 21 مارس 1989 في مدينة دمشق عاصمة سوريا، أليسار هي الفائزة بمسابقة جيرماني نيكست موديل في الموسم الخامس.

## حياتها المبكرة
هاجرت أيلابوني إلى النمسا مع عائلتها في عمر السنتين وعاشت ما بين بلدة أمستن وشورفلنغ أم أتيرسي وأكملت دراستها هناك. بعد ذلك إنتقلت لمجال التمثيل في المسرح ومثلت دور جولييت في مسرحية شكسبير روميو وجولييت. لأيلابوني شقيقان أحدهما لاعب كرة سلة ويلعب مع منتخب النمسا تحت 16 سنة.

## حياتها المهنية
بعمر ال21 سنة إنتقلت أيلابوني للعيش في ميونخ وهناك إشتركت في مسابقة جيرماني نيكست موديل وبعدها فوزها في المسابقة عادت إلى النمسا وأدارت أعمالها هناك، وثم تنقلت أعمالها وعروضها بين ميلانو وباريس.

## روابط خارجية
- أليسار عيلابوني على موقع IMDb (الإنجليزية)
- أليسار عيلابوني على موقع دليل عارضات الأزياء (الإنجليزية)